# Каскад лісових озер
Каскад лісових озер — гідрологічна пам'ятка природи місцевого значення. Об'єкт розташований на території Черкаського району Черкаської області, територія звірогосподарства Облспоживспілки.
Площа — 1 га, статус отриманий у 1972 році.

## Галерея

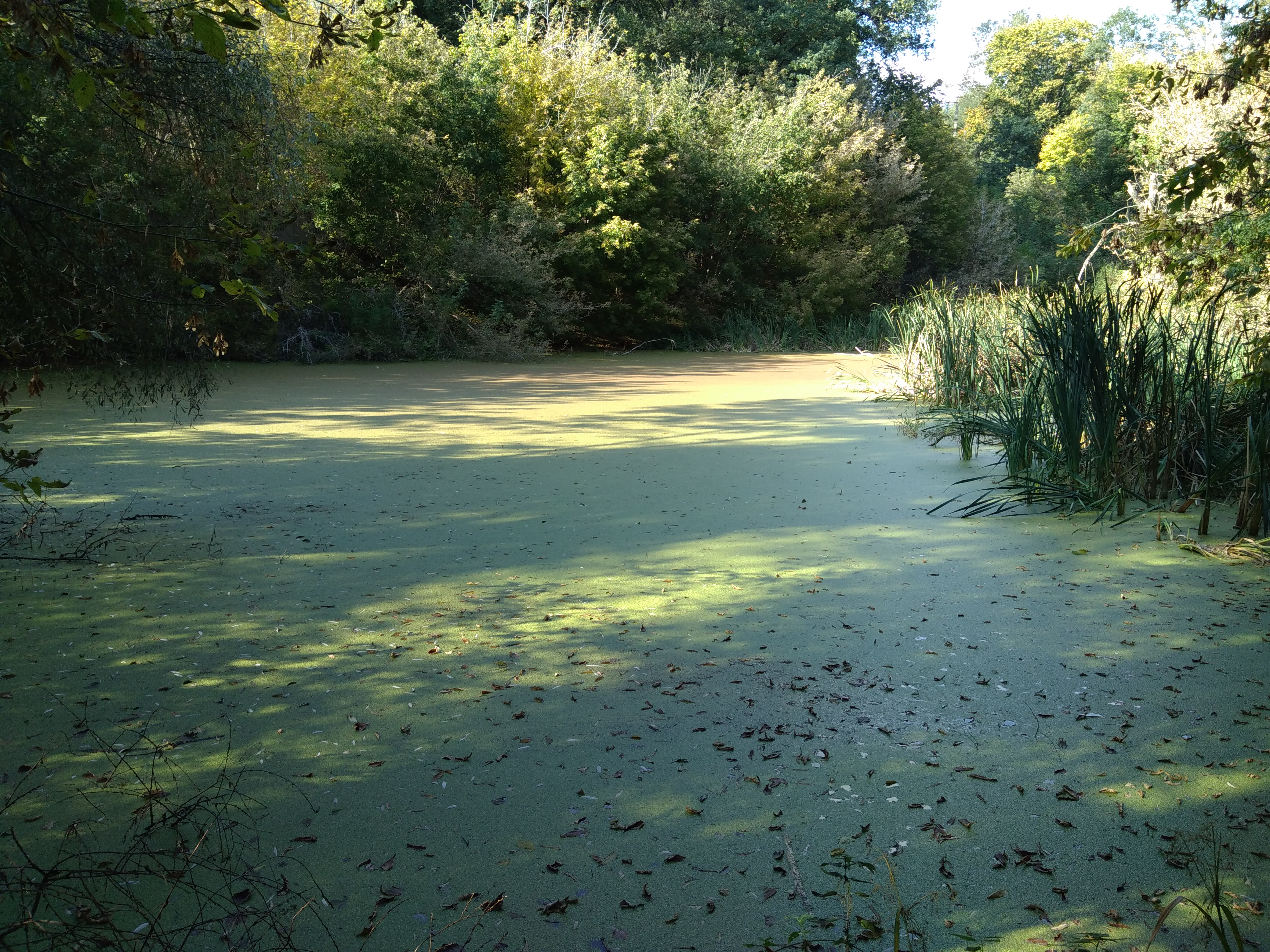
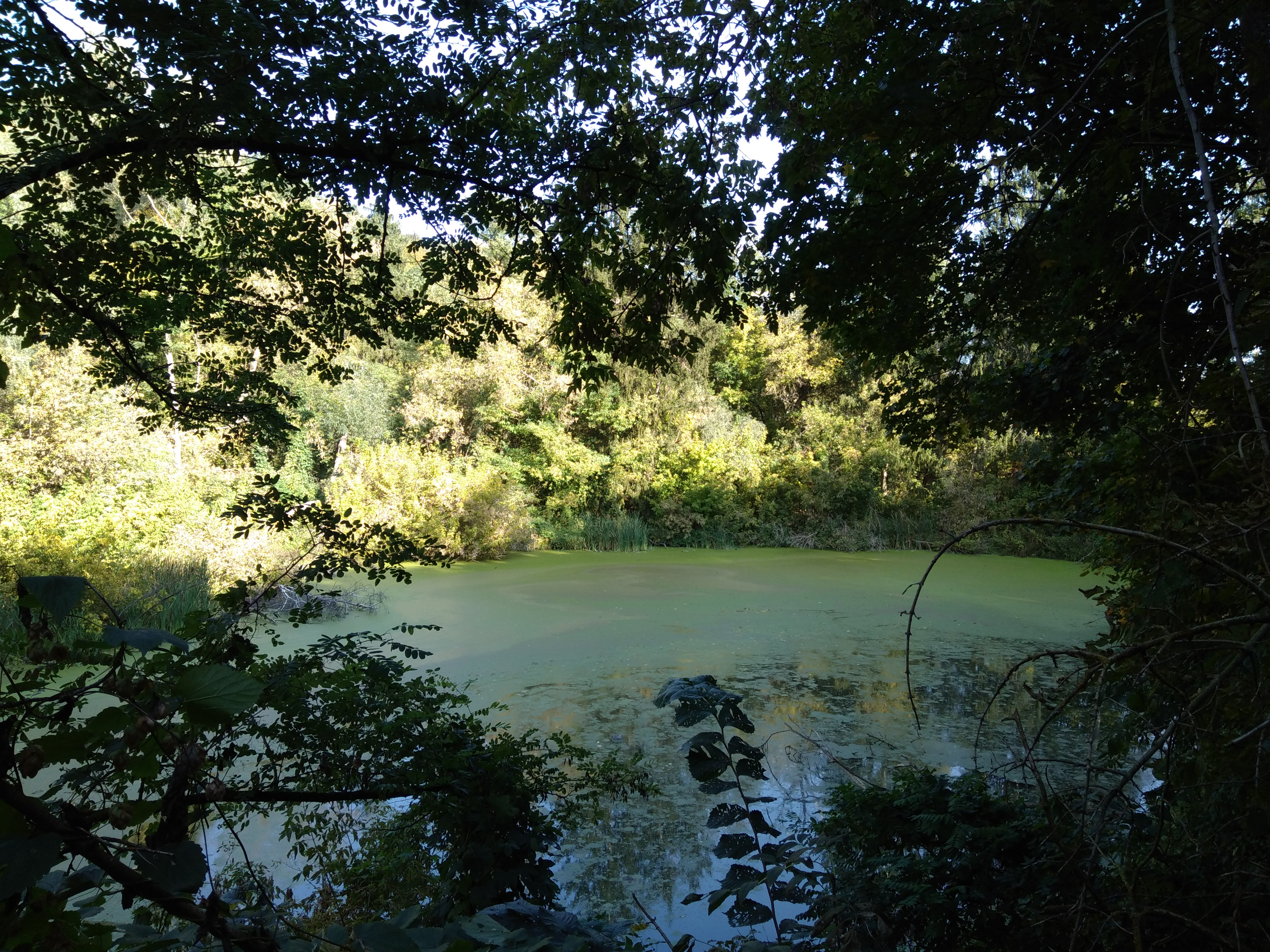
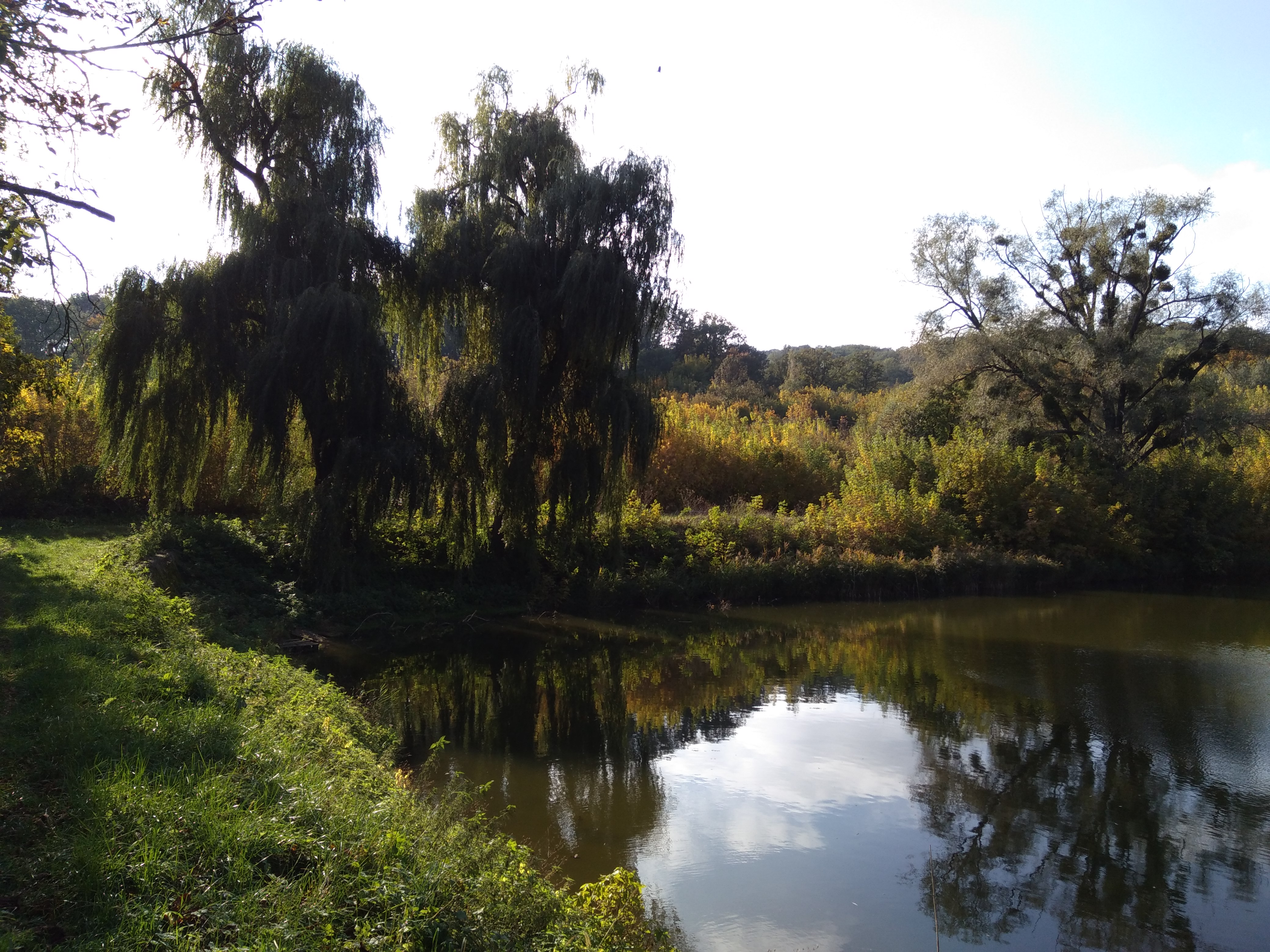